# Sewn Mouth Secrets
Sewn Mouth Secrets è il secondo album in studio del gruppo sludge metal statunitense Soilent Green, pubblicato nel settembre 1998 dalla Relapse Records.

## Tracce
1. It Was Just an Accident – 4:12
2. So Hatred – 3:48
3. Build Fear – 2:48
4. Looking Through Nails – 3:03
5. Breed in Weakness – 4:13
6. Cold-Steel Kiss – 3:37
7. Openless – 0:26
8. Her Unsober Ways – 4:03
9. Sewn Mouth Secrets – 5:24
10. Walk a Year in My Mind – 5:10
11. Gagged Whore – 4:23
12. Emptiness Found – 3:42
13. Sticks and Stones – 0:53

### Riedizione del 2005
Nel 2005 la Relapse pubblicò una versione estesa dell'album, intitolata Sewn Mouth Secrets & A String of Lies, che come già dice il nome, include delle tracce bonus rilasciate originalmente su un EP intitolato appunto A String of Lies.
1. Sewn Mouth Secrets – 5:21
2. Cat with Nine Claws – 5:04
3. Felt Nothing – 1:01

## Formazione

### Soilent Green
- L. Ben Falgoust II – voce
- Brian Patton – chitarra
- Donovan Punch – chitarra
- Scott Williams – basso
- Tommy Buckley – batteria

### Personale aggiuntivo
- Phil Anselmo – voce aggiuntiva (non accreditata)

### Produzione
- Keith Falgout – produzione, missaggio
- Dave Shirk – mastering